# Euploea imperialis
Euploea imperialis är en fjärilsart som beskrevs av Moore 1883. Euploea imperialis ingår i släktet Euploea och familjen praktfjärilar. Inga underarter finns listade i Catalogue of Life.